# Лејк Хавасу Сити (Аризона)
Лејк Хавасу Сити (енгл. Lake Havasu City) град је у америчкој савезној држави Аризона. По попису становништва из 2010. у њему је живело 52.527 становника.

## Демографија
Према попису становништва из 2010. у граду је живело 52.527 становника, што је 10.589 (25,2%) становника више него 2000. године.
| Група             | 2000.          | 2010.          |
| Белци             | 37.550 (89,5%) | 44.119 (84,0%) |
| Афроамериканци    | 129 (0,3%)     | 363 (0,7%)     |
| Азијати           | 245 (0,6%)     | 504 (1,0%)     |
| Хиспаноамериканци | 3.298 (7,9%)   | 6.356 (12,1%)  |
| Укупно            | 41.938         | 52.527         |